# Курсавка
Курса́вка — село, административный центр Андроповского муниципального округа Ставропольского края России.

## География
Расположено в 110 км к юго-востоку от краевого центра города Ставрополя, на реках Суркуль и Куршавке (правый приток Суркуля), в пределах Кубано-Суркульской депрессии.

## Название
Название села представляет собой видоизменённое Куршава (такое наименование носит один из ближайших к Курсавке населённых пунктов) — от тюрк. курш («обруч»).

## История
Село образовано в 1875 году (по другим данным в 1873) как посёлок Курсавский:175 при станции Курсавка Владикавказской железной дороги:175. Население посёлка «состояло главным образом из семей рабочих-железнодорожников, которые были переселены сюда из Центральной России»:175—176.
В книге «Ставропольская губерния в статистическом, географическом, историческом и сельскохозяйственном отношениях» 1897 года издания населённый пункт указан как посёлок Куршавский, принадлежавший к Куршавской волости и состоявший из 30 дворов:85.
По данным 1909 года, Курсавский входил в 3-й стан Александровского уезда Ставропольской губернии. В 78 дворах посёлка проживали 335 жителей. Имелись школа, почта, телеграф, три промышленных предприятия, две ярмарки. В населённом пункте была своя аптека, работали врач и ветеринар; здесь же располагались становая квартира и квартира земского начальника:58—59.
Согласно «Справочнику Ставропольской епархии», составленному в 1910 году священником Н. Т. Михайловым, население посёлка по церковным данным составляло 1141 человек, среди которых было 9 раскольников-поповцев, 4 раскольника-безпоповца, 4 баптиста, 3 молоканина и 33 хлыста. В Курсавском находились одноклассное училище Министерства народного просвещения, почтовое отделение с телеграфом, камера земского начальника. Медицинские услуги местным жителям оказывал вольнопрактикующий врач.
По состоянию на март 1923 года число жителей посёлка составляло 1870 человек, число домовладений — 252, жилых квартир — 368. Поголовье скота в хозяйствах населения включало 217 коров, 113 овец и коз, 71 свинью и 182 лошади.
В 1924 году был проведён водопровод с Воровсколесской возвышенности, посёлок получил постоянный источник питьевой воды:176. В том же году в посёлке создано мелиоративное товарищество «Водострой».
В феврале 1924-го из волостей и сёл части бывшего Александровского уезда образован Курсавский район (с 1984 — Андроповский) с центром в посёлке Курсавском:174.

Своё название район получил от районного центра Курсавка, которая стала им, потому что расположена рядом с довольной большой для того времени железнодорожной станцией, была местом крупного базара (…), к ней в хозяйственном отношении тяготели все окрестные сёла и хутора. Кроме этого, в посёлке (статус села Курсавка получила только в 1935 году) были сосредоточены торгово-промышленные предприятия: мельницы, заготконтора, отделение хлебопродукта и др. Это делало его центром товарообмена.— 

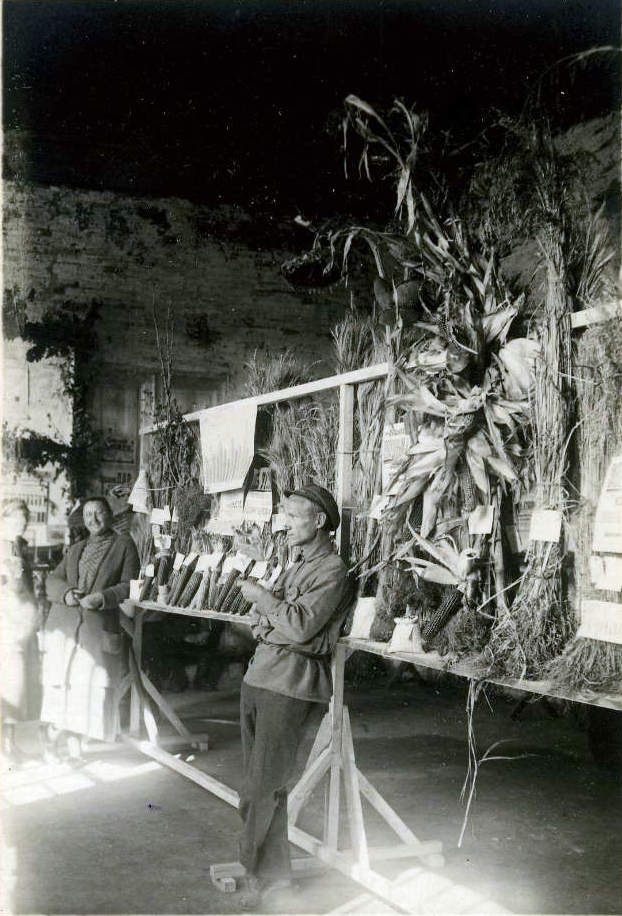
Полеводческий отдел. Село Курсавка, Ставропольский округ. 1926

В списке населённых мест Северо-Кавказского края по сведениям 1925 года населённый пункт значится как посёлок городского типа Курсавка — районный центр:272—273 и административный центр Курсавского сельсовета Курсавского района Ставропольского округа:274—275. В указанном году в пгт было 240 дворов с населением 1814 человек. На территории Курсавки действовали две партийные организации, две начальные школы и столько же изб-читален; работали кузница, мельница, три ссыпных пункта, рынок и почтово-телеграфное отделение:274—275. В «Поселенных итогах переписи 1926 г. по Северо-Кавказскому краю» упоминается как село Курсавское, с 687 дворами и населением 2524 человека:263.
В 1930 году (по другим данным в 1929:176) в Курсавке создан колхоз «Красный труженик», впоследствии обслуживавшийся Водораздельной МТС. В 1950 году он прекратил свою деятельность и влился в укрупнившийся колхоз имени Ворошилова.
С августа 1942 года Курсавка находилась под немецкой оккупацией:176. Освобождена 17 января 1943 года. При отступлении 14 января оккупанты вывели из села 123 советских военнопленных и сожгли их заживо в железнодорожной будке в 3 км от Курсавки:176.
Во время Великой Отечественной войны с фронта не вернулось более 400 жителей Курсавки:176. Среди них уроженец села, гвардии лейтенант Пётр Михайлович Стратийчук (1923—1943), посмертно удостоенный звания Героя Советского Союза:176.
В 1963—1970 годах село вместе с остальными населёнными пунктами Курсавского сельсовета входило в состав Кочубеевского района Ставропольского края.
До 16 марта 2020 года село было административным центром упразднённого Курсавского сельсовета.

## Население
| 1903  | 1909    | 1910    | 1925    | 1926    | 1939    | 1959    | 1970    | 1979  |
| ----- | ------- | ------- | ------- | ------- | ------- | ------- | ------- | ----- |
| 505   | ↘335    | ↗1141   | ↗1814   | ↗2524   | ↗3990   | ↗4396   | ↗5517   | ↗7724 |
| 1989  | 1999    | 2002    | 2008    | 2010    | 2011    | 2014    | 2021    |       |
| ↗9625 | ↗10 967 | ↘10 848 | ↗11 174 | ↗11 830 | ↘11 215 | ↗11 800 | ↘11 517 |       |

Половой состав
По итогам переписи населения 1926 года проживали 1259 мужчин (49,89 %) и 1265 женщин (50,11 %):263.
По итогам переписи населения 2010 года — 5521 мужчина (46,67 %) и 6309 женщин (53,33 %).
Национальный состав
По итогам переписи населения 1926 года из 2524 жителей 1468 — великороссы, 778 — украинцы, 278 — представители других национальностей:263.
По итогам переписи населения 2010 года проживали следующие национальности (национальности менее 1 %, см. в сноске к строке «Другие»):
| Национальность | Численность | Процент |
| -------------- | ----------- | ------- |
| Русские        | 9446        | 79,85   |
| Армяне         | 1206        | 10,19   |
| Греки          | 390         | 3,30    |
| Другие         | 788         | 6,66    |
| Итого          | 11 830      | 100,00  |

## Инфраструктура
В селе насчитывается 64 улицы и 29 переулков. Имеются образовательные учреждения, промышленные и сельскохозяйственные предприятия и др.
Андроповская центральная районная больница. Отделение скорой помощи образовано 17 марта 1960 года.
Село газифицировано.
В границах Курсавки расположены два общественных открытых кладбища — Новое и Старое, общей площадью 130 тыс. м².

## Связь
В селе доступна сотовая связь (2G, 3G, 4G), предоставляемая операторами «Билайн», «МегаФон», «МТС», «Yota». Осуществляется трансляция пакета цифровых телеканалов «РТРС-1» (первый мультиплекс): установленный на территории Курсавки телевизионный ретранслятор обеспечивает эфирное вещание на 23 ТВК (490 МГц).

## Экономика
- Железнодорожная станция Курсавка[48] на участке Невинномысская — Минеральные Воды Кавказского железнодорожного хода.
- Завод железобетонных изделий.
- Асфальтобетонный завод.
- Элеватор.
- Союзсамтрест — производство лимонадов[49].
- Предприятия сельского хозяйства.

## Образование
- Детский сад № 2 «Ёлочка»[50]
- Детский сад № 3 «Алёнушка»[51]
- Детский сад № 4 «Вишенка»[52]
- Детский сад № 6 «Капелька»[53]
- Детский сад № 7 «Светлячок»[54]. Открыт 20 марта 1965 года[3]
- Средняя общеобразовательная школа № 1 имени П. М. Стратийчука[55]
- Средняя общеобразовательная школа № 14 имени Ф. Г. Буклова[56]
- Дом детского творчества[57]
- Детско-юношеская спортивная школа[58]
- Курсавская детская школа искусств[59]
- Региональный колледж «Интеграл»[60]. Открыт 1 сентября 1975 года как сельское профессионально-техническое училище № 15[3]

## Культура

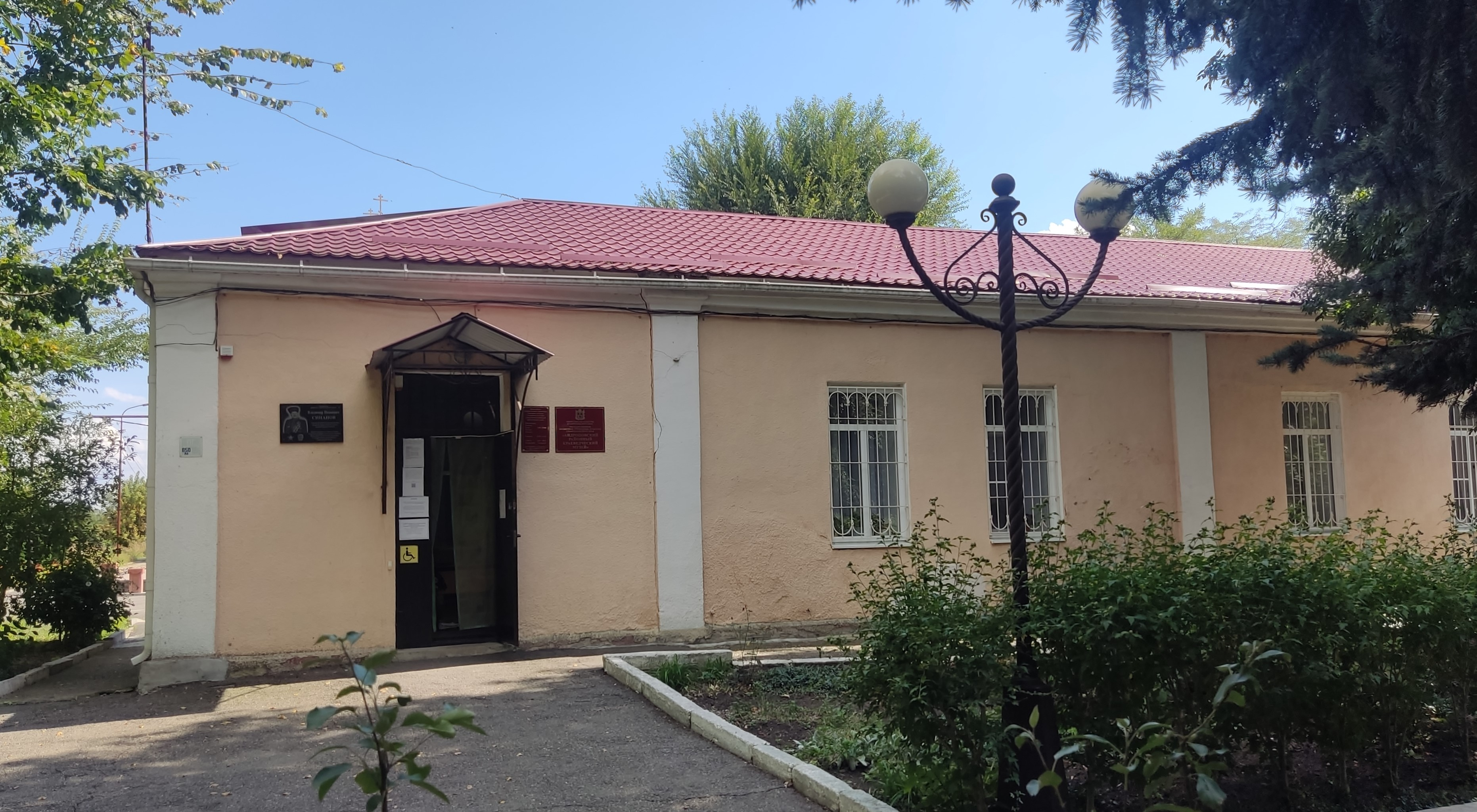
Краеведческий музей

- Андроповский районный социально-культурный центр[61]. Открыт 15 сентября 1985 года как Дом культуры села Курсавка[3]
- Центральная районная библиотека[62]. Открыта 27 мая 1930 года[3]
- Детская библиотека. Открыта 27 мая 1945 года[3].
- Андроповский районный краеведческий музей[63]. Открыт 9 мая 1977 года[64].
- Народный театр «Круг». Открыт 27 марта 1976 года[65]
- Народный хор «Лада» районного Дома культуры. Образован 27 марта 1976 года[65]
- Хор «Млада Русь»[66][67]
- Народный цирковой коллектив «Романтики». Образован 21 апреля 2002 года, лауреат международных, всероссийских и краевых конкурсов[68]

## Русская православная церковь

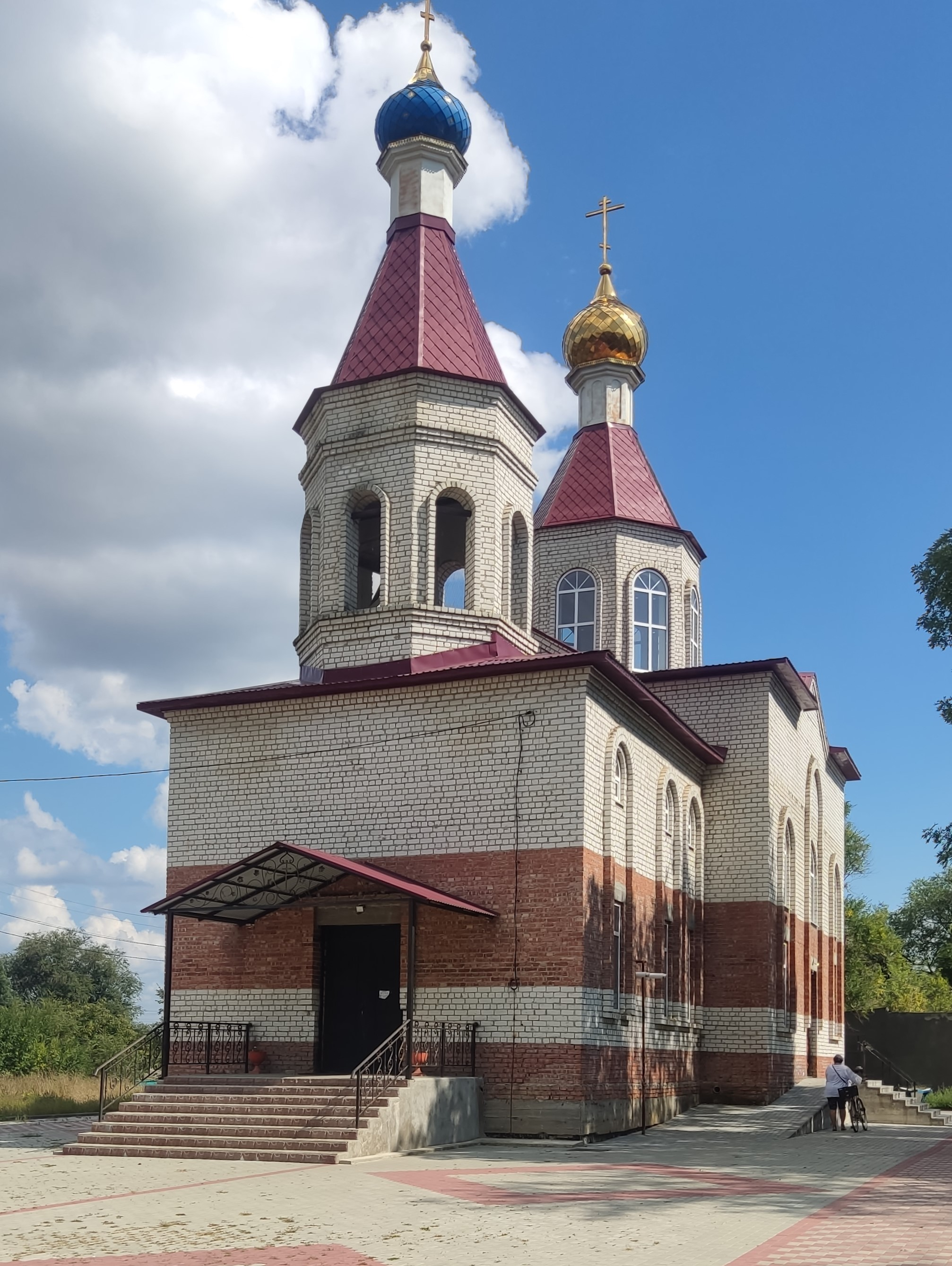
Храм Архангела Михаила

В 1905 году (по другим данным в 1903) купцом Каллиником Петровичем Ляшенко на собственные средства была построена церковь в честь Архангела Михаила стоимостью свыше 30 000 рублей серебром. Согласно «Справочнику Ставропольской епархии», в состав церковного причта входили священник и псаломщик. Причтовой земли у храма не было. От прихожан причт получал жалование в размере 400 рублей. Священнику предоставлялся деревянный дом, обложенный кирпичом, с надлежащими службами; псаломщику — бесплатная квартира от К. П. Ляшенко.
Здание Михаило-Архангельской церкви просуществовало до 1936 года. По информации ставропольского краеведа Германа Алексеевича Беликова, «Курсавская православная община в 1976 году получила от Преосвященного Антония (Завгороднего), епископа Ставропольского и Бакинского, святой антиминс и на месте разрушенного храма, который в 30-е годы был перепланирован под клуб, начала возрождать святую обитель».
Новый храм Архангела Михаила (Архистратига Божия Михаила) построен в 2000-х годах. Освящён 14 июня 2020 года митрополитом Ставропольским и Невинномысским Кириллом.

## Люди, связанные с селом
- Стратийчук Пётр Михайлович (1923, Курсавка — 1943) — гвардии лейтенант, Герой Советского Союза посмертно (1943).

## Памятники
На территории Курсавки выявлены следующие объекты культурного наследия (памятники истории):
| Номер п/п | Наименование объекта                                                                                 | Дата создания | Местонахождение       | Статус и регистрационный номер объекта                                                                          |
| --------- | --- | ------------- | --------------------- | --- |
| 1         | Братская могила партизан, погибших в годы гражданской войны                                          | 1919          | кладбище              | Объект культурного наследия народов РФ регионального значения. Рег. № 261510204880005 (ЕГРОКН)                  |
| 2         | Братская могила мирных жителей, расстрелянных фашистами в годы Великой Отечественной войны           | 1942          | северная сторона села | Объект культурного наследия народов РФ регионального значения. Рег. № 261510224430005 (ЕГРОКН)                  |
| 3         | Братская могила 18 воинов Советский Армии, погибших в 1942—43 гг.                                    | 1943, 1952    | кладбище              | Объект культурного наследия народов РФ регионального значения. Рег. № 261410169960005 (ЕГРОКН) ОКН № 2600568000 |
| 4         | Братская могила воинов Советской армии и мирных жителей, погибших в годы Великой Отечественной войны |               | центр                 | ОКН № 2600567000                                                                                                |

Братская могила партизан, погибших в годы гражданской войны
Находится на сельском кладбище. В 1957 году на могиле установлен памятник в честь погибших за советскую власть партизан и солдат из отряда И. А. Кочубея. Памятник представляет собой ступенчатый кирпичный обелиск с мемориальной табличкой, увенчанный пятиконечной звездой. Количество захороненных в братской могиле неизвестно.
Мемориал Славы
В 1950-х годах в Ленинском сквере установлен обелиск на братской могиле советских военнослужащих, погибших, освобождая Курсавку во время Великой Отечественной войны. 5 сентября 1965 года на месте обелиска открыт памятник в виде фигуры солдата с автоматом. К 40-летию Победы советского народа в ВОВ было принято решение о закладке в этой части сквера нового мемориального комплекса.
9 мая 1984 года состоялось открытие Мемориала Славы (скульпторы Д. В. и И. Б. Калинины, архитектор В. А. Акимов), у которого были перезахоронены останки воинов, павших при освобождении села, и мирных жителей, расстрелянных оккупантами. По состоянию на 25 июля 2014 года в единой братской могиле на территории мемориала захоронено 48 человек, из них 42 известных и 6 неизвестных.
Расположенный в сельском сквере мемориальный комплекс включает памятную стелу с барельефом, скульптурную композицию на постаменте (бронзовые фигуры матери и солдата), вечный огонь и мемориальные плиты с фамилиями 462 жителей Курсавки, погибших во время Великой Отечественной войны 1941—1945 годов.
16 апреля 2015 года, в честь 70-летия Победы, на Мемориале Славы открыт памятник труженикам тыла и детям войны.
Памятник танкистам, освобождавшим село Курсавка
В 1983 году у въезда в Курсавку установлен танк ИС-2 на постаменте в память о танкистах 52-й отдельной танковой бригады, которые в ходе освобождения села от гитлеровцев в январе 1943 года первыми появились на его улицах, сломив сопротивление противника и подавив его огневые точки.
Братская могила советских воинов и мирных жителей, сожжённых фашистами при отступлении в 1943 г.
В 1998 году, на месте гибели 123 советских военнопленных (территория бывшего посёлка Сельхозтехника) установлен памятный камень с мемориальной табличкой. Каменная глыба, доставленная с горы Кинжал, водружена на железобетонное основание и огорожена по периметру массивными цепями на металлических столбиках.
Памятник Неизвестному воину
В 2013 году во дворе колледжа «Интеграл» открыт памятник воинам ВОВ, погибшим при освобождении села Курсавка от нацистских захватчиков в январе 1943 года.
Памятник В. И. Ленину
Построен в 1924 году, после смерти Ленина. Первоначально располагался в Театральном саду, переименованном затем в Ленинский. Впоследствии был перенесён во двор колледжа.
Бюст Героя Советского Союза П. М. Стратийчука
Установлен во дворе средней общеобразовательной школы № 1 имени Петра Михайловича Стратийчука. В 2016 году на здании СОШ открыта мемориальная доска в честь Героя. Кроме школы имя Стратийчука носит одна из улиц Курсавки.
Бюст Героя Советского Союза Ф. Г. Буклова
Открыт 6 мая 2015 года на территории школы № 14, носящей с 2005 года имя Фёдора Григорьевича Буклова. Представляет собой бронзовый бюст Героя на постаменте.
Ф. Г. Буклов в течение многих лет жил и работал в Курсавском (ныне Андроповском) районе. Его именем также названа одна из улиц в районном центре.
Памятник «ЗИЛ-157»
Открыт 8 ноября 2019 года во дворе школы № 14. Представляет собой постамент, на котором установлен грузовой автомобиль ЗИЛ-157. К постаменту прикреплена памятная табличка с надписью: «Автомобиль внёс неоценимый вклад в развитие экономики страны. Кто помнит прошлое — у того есть будущее».

## Археология
В окрестностях села выявлены курганные могильники, получившие названия «Курсавский-1», «Курсавский-2», «Курсавский-3» (2 курганные насыпи), «Курсавский-4», «Курсавка-5» (7 курганных насыпей) и «Курсавка-6» (4 курганных насыпи). Могильники, в основном датируемые средним бронзовым веком, представляют научную, историческую, культурную ценность и являются объектами археологического наследия.
В 2007 году специалистами ГУП «Наследие» была исследована одна из двух курганных насыпей могильника «Курсавский-3». В ходе охранных раскопок обнаружено 15 погребений. В самом древнем из них, относящемся к эпохе неолита (новокаменного века), находилось двое погребённых, посыпанных красной охрой, рядом с которыми лежали кремниевые ножи. Инвентарь других погребений, отнесённых к майкопской, ямной, катакомбной и скифской культурам, включал глиняные сосуды, бронзовые и костяные булавки, бронзовые украшения, железное оружие.